# William Lawrence Bragg
William Lawrence Bragg (Adelaide, 31 maart 1890 – Waldringfield, 1 juli 1971) was een Brits wis- en natuurkundige.
In 1915 kreeg hij, samen met zijn vader William Henry Bragg, de Nobelprijs voor de Natuurkunde voor het werk dat zij samen deden in de röntgendiffractie aan kristallen. Met 25 jaar was hij de jongste Nobelprijswinnaar ooit, en een van de zeer weinigen die 50 jaar later na het ontvangen van de prijs een jubileum kon vieren.

## Biografie
William Lawrence Bragg was de zoon van William Henry Bragg en Gwendoline Todd. Na het St. Peter’s College studeerde hij wiskunde aan de Universiteit van Adelaide, waar zijn vader hoogleraar was. In 1908 behaalde hij zijn bachelorgraad met de hoogste lof. Kort daarna accepteerde zijn vader een hoogleraarschap aan de Universiteit van Leeds en verhuisde het gezin Bragg naar het Verenigd Koninkrijk. Daar zette Lawrence zijn studie voort aan Trinity College in Cambridge. Aanvankelijk studeerde hij wiskunde, maar hij stapte over naar natuurkunde. Zijn leermeesters waren onder andere Joseph John Thomson alsmede zijn vader. Twee jaar later behaalde hij zijn master in de natuurkunde.
In 1912 – toen hij onderzoekstudent in Cambridge was – ontdekte hij de naar hem vernoemde wet over de diffractie van röntgenstralen door kristallen. Deze wet, die gebaseerd was op het pionierswerk van Max von Laue naar röntgenkristallografie, verklaart hoe kristallen röntgenstralen verstrooien door specifieke invalshoeken. Samenwerkend met zijn vader zette hij dit onderzoek voort van 1912 tot 1914. Het resultaat ervan werd in 1915 gepubliceerd in het werk X-Rays and Crystal Structure. Met röntgendiffractieproeven wisten ze onder andere het tetraëdische kristalmodel van diamant te bevestigen.
In 1919 werd Bragg benoemd tot Langworthy Professor of Physics aan de Victoria University of Manchester en van 1938 tot 1953 Cavendish Professor of Physics aan de Universiteit van Cambridge. Tegelijkertijd was hij directeur van het Cavendish-laboratorium als opvolger van Ernest Rutherford. In 1921 huwde hij Alice Grace Jenny Hopkinson, samen kregen ze vier kinderen: zoon David William, dochter Margaret Alice, dochter Patience Mary en zoon Stephen Lawrence.

### The Royal Institute Christmas Lectures
Op latere leeftijd werd Bragg een geliefd wetenschapspopulator. Op het Royal Institution van Londen organiseerde hij lessen voor schoolkinderen en hij verscheen regelmatig op televisie. Hij sprak drie keer voor de Royal Institution Christmas Lectures: in 1931 (The Universe of Light), 1934 en 1961 (beide keren over elektriciteit).

## Erkenning
Dankzij Braggs ontdekking van röntgendiffractie beschikten fysici voor het eerst over een technologie waarmee ze de inwendige structuur van materie konden bekijken. In 1953 werd met röntgendiffractie de dubbele-helixstructuur van DNA opgehelderd. Voor zijn werk kreeg Lawrence Bragg verscheidene onderscheidingen, waaronder de Nobelprijs voor de Natuurkunde (1915), de Matteucci Medal (1915), de Hughes Medal (1931), de Royal Medal (1946) en de Copley Medal (1966). In 1941 werd hij geridderd en mocht hij sir voor zijn naam zetten.
Het Australisch Instituut van Fysica stelde lang na de dood van William Lawrence Bragg een jaarlijkse prijs voor studenten in, namelijk de "Gouden Medaille van Bragg voor Voortreffelijkheid in Fysica".

## Werken
- X-Rays and Crystal Structure (1915, met William Henry Bragg)
- The Structure of Silicates (1930)
- The Crystalline State (1934)
- Electricity (1936)
- Atomic Structure of Minerals (1937)
- The Development of X-Ray Analysis (1975)